# Żaglicowate
Żaglicowate (Istiophoridae) – rodzina morskich ryb okoniokształtnych (Perciformes), potocznie nazywanych marlinami – wcześniej nazwa ta stosowana była tylko dla ryb z rodzaju Makaira. Są blisko spokrewnione z włócznikowatymi (Xiphiidae). Mają duże znaczenie gospodarcze, są cenione w wędkarstwie sportowym. Tłuszcz z ich wątroby zawiera dużo witaminy A.

## Występowanie
Pelagial większości mórz i oceanów strefy tropikalnej i subtropikalnej.

## Cechy charakterystyczne
Ciało torpedowato-wrzecionowate, bocznie spłaszczone, mocno zbudowane. Łuski dorosłych osobników są drobne, wydłużone, zwykle głęboko wrośnięte w skórę. Kości górnej szczęki wyciągnięte w bardzo długi szpic, który z krótszą szczęką dolną tworzy rodzaj ostrego dziobu, wykorzystywanego do ogłuszania ofiary. Szczęki są zaopatrzone w zęby. Płetwy grzbietowa i odbytowa są złożone z dwóch części. Przednia część płetwy grzbietowej jest długa i wysoka, twarda, kształtem często przypomina żagiel – stąd nazwa rodziny. Druga część jest mała i krótka. Wydłużone płetwy piersiowe opierają się na 2–3 promieniach. Trzon ogonowy jest zaopatrzony w dwie stępki położone na każdym z boków. Silna płetwa ogonowa ma kształt sierpowaty. Linia boczna jest zachowana przez całe życie. Liczba kręgów wynosi 24.
Są to duże i silne, szybko pływające ryby drapieżne osiągające do 5 m długości. Często wyskakują ponad powierzchnię wody.
Od włócznikowatych różnią się krótszym „dziobem”, dłuższą i wyższą płetwą grzbietową oraz kształtem i długością płetw brzusznych.

## Klasyfikacja
Rodzaje zaliczane do tej rodziny:
Istiompax — Istiophorus — Kajikia — Makaira — Tetrapturus

## Obecność w kulturze
Z marlinem zmaga się główny bohater opowiadania Stary człowiek i morze Ernesta Hemingwaya.